# 乙酸镓
乙酸镓是镓的乙酸盐，化学式为Ga(CH3COO)3。

## 制备
将镓放入乙酸中回流数周，生成乙酸镓。
将无水三氯化镓溶于干燥的三氯甲烷，和乙酸亚铊于55°C反应，过滤后得到乙酸镓的溶液，蒸干，得到乙酸镓固体。